# Подлесе-Млечковські
Подлесе-Млечковське (пол. Podlesie Mleczkowskie) — село в Польщі, у гміні Закшев Радомського повіту Мазовецького воєводства.
Населення — 254 особи (2011).
У 1975-1998 роках село належало до Радомського воєводства.

## Демографія
Демографічна структура станом на 31 березня 2011 року:
|          | Загалом | Допрацездатний вік | Працездатний вік | Постпрацездатний вік |
| -------- | ------- | ------------------ | ---------------- | -------------------- |
| Чоловіки | 129     | 39                 | 82               | 8                    |
| Жінки    | 125     | 28                 | 79               | 18                   |
| Разом    | 254     | 67                 | 161              | 26                   |